# グッドモーニングガレージ
グッドモーニングガレージ（Good Morning Garage、略称：GMG）は、2006年から2009年まで、InterFM897で放送されていた朝のワイド番組（月曜日～金曜日朝 7:00～10:00）である。InterFM897の開局以来、もっとも高聴取率を獲得している番組とされていた。

## 番組内容
2006年4月2日放送開始。これまでの朝のラジオ番組には無かった、とてもエネルギッシュで騒々しい番組。"The Best Radio Show in the World"　（全世界ラジオ史上最高の番組）をスローガンに、音楽を中心に構成されている。
アメリカのラジオ局 KROQ のモーニングショーを彷彿とさせる、元気一杯なワイドショーで、笑いとニュースと、バラエティーに富んだ音楽の混じった番組である。
GMGで放送する音楽の種類は「フランク・シナトラからセックスピストルズまで」とうたっているが、実際には40年代のスウィングからモータウン、オルタナティブ・ミュージック、現代の若手人気パンク・ロック・グループの楽曲まで多岐に渡る。ロックバンドのゲスト出演も多いが、インタビューの内容は常に型破りである。
2009年10月改編で終了。

## コーナー紹介
- 「英語ニュース」
  - 2008年10月よりオープニングで1曲流した後GMGのスタジオからマイク・ロジャースの担当で放送されるようになった（9時までの放送だった番組開始当初はコーナーそのものがなし。2008年3月までは7時台の放送がなく、4月から9月までは定時の英語ニュースを7時ちょうどに始めた後GMGが7時02分頃に始まっていた）。

- 「マイクのスチューピッドニュース」
  - マイクが選んだ世界中の面白いバカバカしいニュースを英語で紹介。その後にジョージ・ウィリアムズが日本語で紹介する。

- 「タロヲのスチューピッドニュース」
  - 古川タロヲが探した下らないニュースを紹介。このコーナーには2008年4月から「マジ小中」という、焼酎でありながら家庭用洗剤でもあるという…あり得ない製品がスポンサーについている。当初はもっともらしくCMまでも流れていたが、これは偽製品のコマーシャルであり、よく聴かないと本当の製品と勘違いするほどだが、番組のちょっとした隙にも笑いを取る…というGMGの精神を反映している。2008年12月から「マジ小中」というフェイクCMに替りイタリアの「ピレリタイヤ」がスポンサーとしてついた。

- 「クール＆ストレンジミュージック"Cool and Strange Music" 」
  - 風変わりなレアCDのコレクターを自称するマイクのCDコレクションの中から選りすぐりの変わった音源が流れる。

- 「Love Repair（ラブリペア）」「ジョブリペア（Job-）」
  - 番組中2～3回放送される人気コーナーで、リスナーの恋の悩み、仕事の悩み、その他リフォームの相談等を解決するというものだが、毎回出演者の回答が悩みの解決とは違う方向に展開するところが面白い。出演者それぞれの私生活があからさまに語られるために、リスナーが出演者に対して非常に親近感を抱いてしまうコーナーである。2008年12月より、このコーナーから生まれた新たな言葉として、励ましや応援の時に叫ぶ「バンガれ！」がある。このコーナーで相談メールが紹介されると、リスナーには番組オリジナルの「GMGバンガれ！マグネット」がもらえる。

- 「GMG　IN SPACE（ジーエムジー　イン　スペース）」
  - 2008年4月から2008年9月末まで放送。マイクが世にも奇妙で不気味なニュースや科学的に証明されたためになるニュース等を紹介するコーナー。後でジョージが日本語で改めて紹介する。

- 「GMG SPORTS（スポーツニュース＆コメント）」
  - 2008年4月から、「TOYOTA WORLD SPORTS（トヨタワールドスポーツ）」に代わってスタートした。「WORLD SPORTS」時代は海外スポーツ→音楽1曲→国内スポーツと時間が多く取られていたが、スポンサー撤退のためか時間が短縮されてしまった。ニュース担当の若菜が主要スポーツの結果を紹介。その後、出演者がスポーツニュースに関連してそれぞれ独自のコメントをする。特にタイガー・ウッズが贔屓のようで、ウッズ絡みのニュースになるとメインパーソナリティ3人が「タイガー・ウッズ!」と絶叫する。

- 「トミー・ヒルフィガーMusic2Go」
  - リスナーからのリクエストが2曲かかる。リクエストがかかるのは、このコーナーだけである。

- 「auプレゼンツ the haiku」
  - 2008年10月から、番組から出題されるテーマに沿って、俳句が紹介されるコーナー……なのだが、実態は川柳になっている事が多い。概ね3ヶ月ごとに企画が交替している（俳句は4回目の募集開始）のだが、好評なのか新企画を作るのが面倒なのか、2009年1月・4月と俳句の期間を延長している。俳句の前は作り話の募集。またそれ以前にはポエム、ギャグ、小説の募集やリスナーお気に入りスポットで地図を作るというコーナーだった。2008年4月頃から、本コーナー終了直前に流れる提供元であるauのCMの構成が、通常のラジオCMの後に、もう一本パロディ版（メインパーソナリティ3人と若菜による「家族割」バージョンとジョージ、タロヲによる「ケータイと走ろう」バージョンとがある）が放送されるという形になっていた。2009年春改編でauがスポンサーを降り、「GMGプレゼンツ―」と改題。

- 「GMGマネーショー」
  - 8時40分頃から放送。マイクによる英語での為替マーケット情報。その後日本語で同様の為替情報。マイクによる節約術やお得情報の紹介。このコーナーにはよくリスナープレゼントのある企業からのゲスト登場する。

- 「禅モーメント」
  - 2008年半ばより開始。それまで賑やかだった番組の雰囲気がここで一転、静寂になりマイクの低音を響かせた声で、英語による短い説教。仏壇のお鈴の音がチーンと鳴り響いたあとにタロヲの落ち着いたナレーションで同じ内容の説教が日本語で流れる。「塞翁が馬」などの有名な話も紹介されていて、冗談・悪ふざけも多い番組の良心というべきコーナー。

- 「ハッピーバースデー」
  - 出演者がアカペラでバースデーソングを歌い、続けてその日誕生日を迎えた人の名前を連呼するコーナー（メールで申し込むと読み上げてもらえる）。その日のゲスト出演アーチストがバースデーソングを歌うこともある。また、日によってパンク風、オペラ風など変わる。

この他に「日本語ニュース＆天気」、交通情報 （主に宇佐美提供）などがある。
InterFM897は東京ローカル局であるが、mixi のエフエムラジオ番組ファンが集まる各番組コミュニティーの中では、全国の各放送局の番組コミュニティーと比較しても、この番組のリスナーが作るコミュニティー「Good Morning Garage」は非常に多くのメンバーが集っており、コミュニティーを主体とした番組関連のライヴイベントやリスナーの交流パーティーが開催されている。

## 出演者
- ジョージ・ウィリアムズ
- 古川タロヲ
- マイクロジャース
- “若菜”若菜ひろこ

## これまでのゲスト出演者
- GMG Friends

- ミニG

ミニGはジョージが休暇中に出演した。番組の中でDJから「インターFMに勤務する番組担当の営業マンだ」と紹介されていた。
- YUKA／山田裕佳（本名はユカ・ロジャース　仕事の内容により名前を使い分けている）

マイク・ロジャース夫人。ナレーター、MC。TVリポーターを経てエフエム富士アナウンサー。元 INTER FM のパーソナリティー。GMG出演者同様ユニバーサルビジョン所属タレントで、他局にてジョージ、マイクとの共演も多い。GMGメンバーとドラマ「FM Lovery」に出演した。GMGにはジョージ、タロヲの休暇中に出演した。
- めがね君

番組のアシスタントで、めがねをかけているのが唯一の容姿の特徴であることからその呼び名がついた。「永遠の中学2年生」と言われるハイトーンヴォイスで、時々誕生日の歌を歌うコーナーに出演する。
- 星野仙一

GMG 最初のイベントにゲスト出演。
他に、ジュリエット・ルイス、Alec Empire (アレック・エンパイア) アタリ・ティーンエイジ・ライオット、ストラングラーズ、スージー・アンド・ザ・バンシーズ、ドゥノッツ、スイサイダル・テンデンシーズ、キャリー・ブラザーズ、アフロサムライのクリエイター岡崎能士、kamomekamome （元 GARLIC BOYS）、エイドリアン・シャーウッド、エンヴィー・オン・ザ・コースト、The Pistolas、Snake Davis (スネーク・デイヴィス)セッションミュージシャンとして 矢沢永吉、レイ・チャールズ、ポール・マッカートニー等と共演; シャウト・アウト・ラウズ、ドミノ・レコーズのアーチストであるライトスピード・チャンピオン、Oceanlane (オーシャンレーン)、The Soap、"Kat" McDowell、AKB48、オブリヴィオン・ダスト、エイト・レッグス、メイデー・パレード、The Winter Kids、アニマル・コレクティヴ、ジョナー・マトランガ（元 フォート・マイナー）、The Bishops、The Howard University Jazz Ensemble、レイジーガンズブリスキー, クリス・ベトロス(Japan Today の編集長), 新日本プロレスのプロレスラーも出演している。